# 3 x Manon
3 x Manon est une mini-série télévisée française en trois épisodes de 52 minutes créée et réalisée par Jean-Xavier de Lestrade en 2013. Elle est diffusée le 10 avril 2014 sur Arte et rediffusée sur Numéro 23 à partir du 1er septembre 2016. La mini-série Manon 20 ans constitue la suite de 3 x Manon, série inspirée de l'expérience d'enseignante d'Isabelle Pandazopoulos. Très bien accueillies par la critique française, la série et sa suite bénéficient également d’une reconnaissance internationale.

## Synopsis
Manon est une adolescente de quinze ans en rébellion contre tout. Elle est envoyée dans un centre éducatif fermé après avoir poignardé sa mère avec un couteau. Elle a six mois pour retrouver des repères et envisager son avenir.

## Fiche technique
- Titre : 3 x Manon
- Réalisation : Jean-Xavier de Lestrade
- Scénario : Antoine Lacomblez et Jean-Xavier de Lestrade
- Musique : Baptiste Charvet
- Photographie : Isabelle Razavet
- Son : Cyril Moisson
- Décors : Antoine Maron
- Montage : Sophie Brunet
- Production : Nicole Collet
- Sociétés de production : Image et Compagnie, Arte France, avec la participation de TV5 Monde et du CNC
- Pays d'origine :  France
- Langue originale : français
- Durée : 3 x 52 minutes
- Date de diffusion : 10 avril 2014 sur Arte

## Distribution
- Alba Gaïa Bellugi : Manon Vidal
- Naidra Ayadi : Zohra, éducatrice du centre
- Yannick Choirat : Lucas Rivière, éducateur du centre
- Alix Poisson : Madame Barthélémy, la professeur de Français du centre
- François Loriquet : Monsieur Gauvert, le directeur du centre
- Claire Bouanich : Lola, pensionnaire du centre
- Oulaya Amamra : Yaël, pensionnaire du centre
- Léa Rougeron : Sandrine, pensionnaire du centre
- Jisca Kalvanda : Bintou, pensionnaire du centre
- Maryne Cayon : Sabrina, pensionnaire du centre
- Marina Foïs : Monique, la mère de Manon
- Anne Benoît : Vivianne Perrot, la maîtresse de maison du centre
- Mario Bastelica : Fred, compère à la voiture
- Roland Dujardin : Julien, compère à la voiture
- Laurence Cordier : La psy
- Guillaume Marquet : Maître Béranger, l'avocat de Manon
- Sandra Vargas : La juge
- Rodolphe Couthouis : Le substitut
- Alain Leclerc : Le garagiste
- Hélène Stadnicki : Estelle, éducatrice du centre

## Production

### Développement
Jean-Xavier de Lestrade est spécialisé dans le documentaire et Trois fois Manon est sa troisième œuvre de fiction. Il a fait appel à Antoine Lacomblez, avec qui il avait travaillé sur La Disparition, pour co-écrire le scénario. Ce dernier explique que « la problématique de l'adolescence m'a toujours beaucoup touché. Ces mouvements de colère, de violence, je les ai vus à l’œuvre, j'ai essayé d'y répondre comme j'ai pu. Face à eux, on peut être submergé par le désarroi, et tenté par le rejet. »

### Tournage
Le tournage s'est déroulé du 15 juillet au 31 août 2013 dans la région Centre en Indre-et-Loire, dans les communes de Nouâtre, Sainte-Maure-de-Touraine et Chinon.

## Accueil critique
La série reçoit un accueil positif de la critique. Télé Obs écrit « il y a la finesse de l'écriture, le brio de la réalisation et l'interprétation bluffante de la jeune comédienne Alba Gaïa Bellugi. » Cette dernière est comparée à Charlotte Gainsbourg dans L'Effrontée et La Petite Voleuse,. France Info ajoute qu'« un naturel étonnant se dégage de chaque scène au point de parfois faire penser à un documentaire. ». Lors de sa rediffusion en 2019, le magazine belge Moustique parle d'un « programme émotions », « vives » au début, « profondes » ensuite et enfin « rythmées [...] tout au long du chemin vers la rédemption ».
À l'international, la série, et sa suite, reçoivent également un très bon accueil notamment de la part du New York Times qui l'inclut en décembre 2019, à la 26e position – en notant la « grâce et la compassion » du portrait de l'adolescente lors de son passage à l'âge adulte –, dans sa liste des trente meilleures séries étrangères des années 2010 (avec deux autres séries françaises : Le Bureau des légendes, troisième, et Les Revenants, 23e),.

## Entre suite et «saison 2»
Le 22 avril 2014, la productrice Nicole Collet annonce l'écriture d'une deuxième saison. Tournée durant l'été 2016 dans la région Centre, la suite de 3 x Manon est intitulée Manon 20 ans et est diffusée sur Arte le 1er juin 2017.

## Distinctions
- FIPA d'or 2014 : meilleure fiction[12]
- Prix du Syndicat français de la critique de cinéma et des films de télévision : Meilleure série française 2014